# 張瑄 (元朝)
張瑄（？—1302年），元朝嘉定人。
年少时和朱清贩卖私盐作海盗，后来一起归附元朝。元世祖至元二十二年（1285年），張瑄和朱清向朝廷建议漕粮海运，每年向大都运江淮粮米三百余万石，以供应元朝皇室和高官的用度。張瑄最后任江南行省右丞。因为他十分富有，引来权贵嫉妒，在元成宗大德六年（1302年），被朝廷捕杀。